# 但澤圍城戰 (1807年)

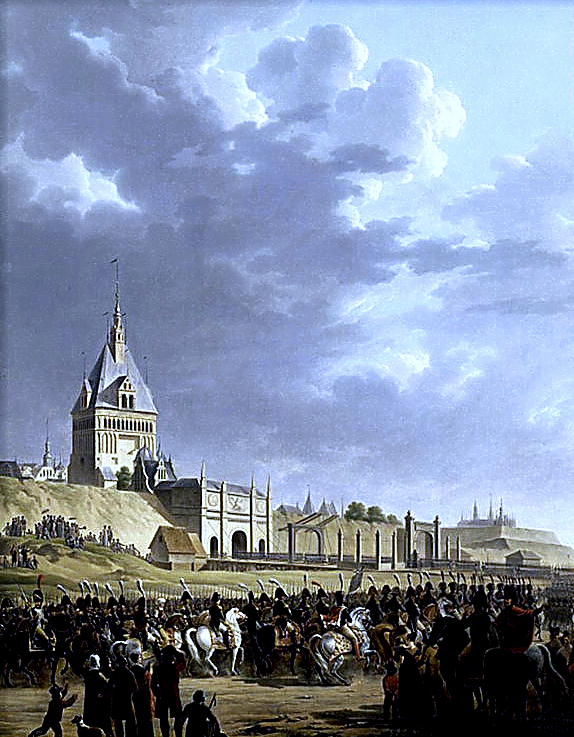
1807年，拿破崙與法軍進入但澤城。

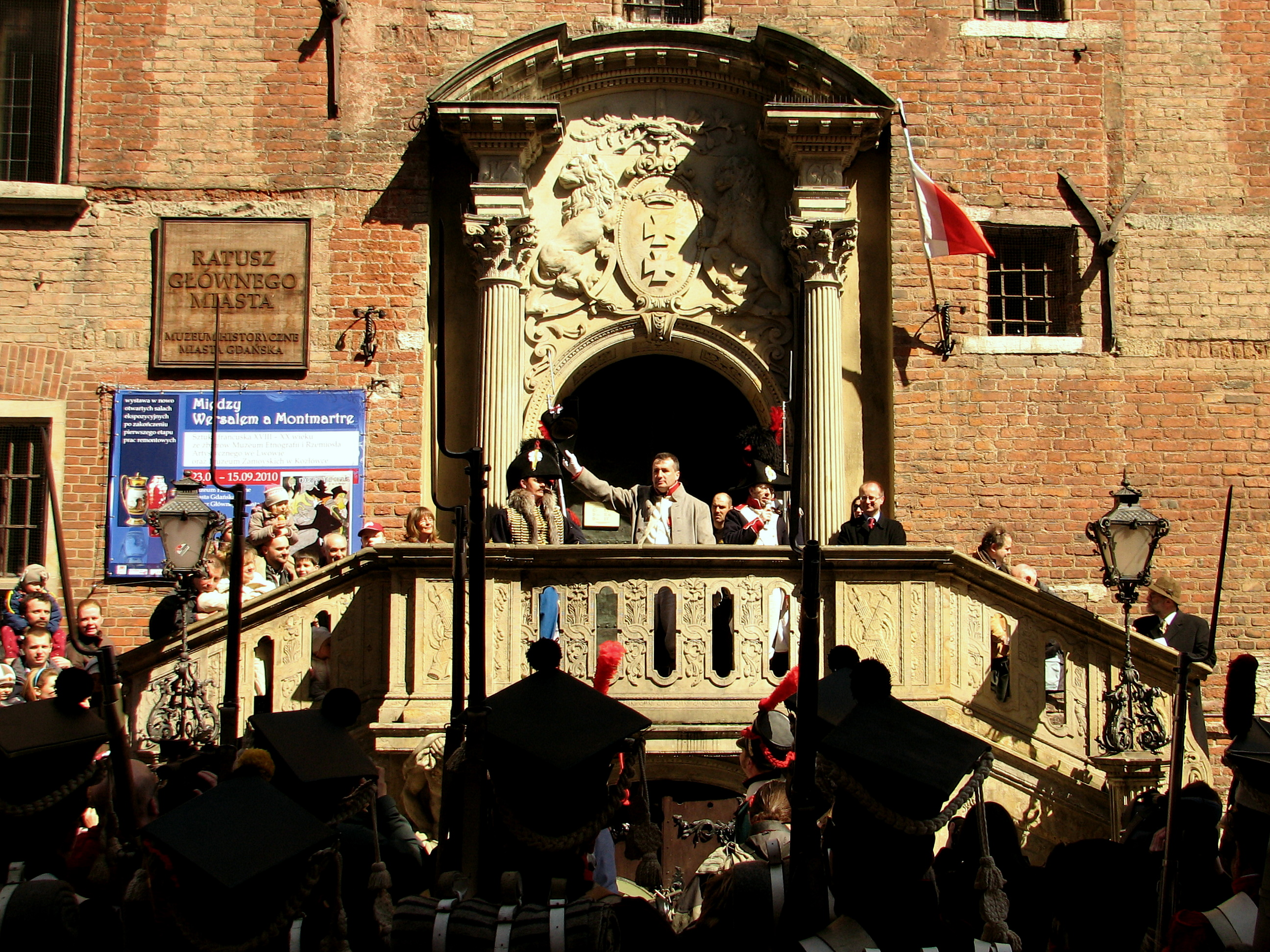
一場關於拿破崙在攻破但澤之後進入城內的重演。

1807年的但澤圍城戰（Siege of Danzig，1807年3月19日至5月24日）起因於法軍對但澤的包圍，是第四次反法同盟的一部份，最後法軍攻佔該城。1807年3月19日，勒費弗爾率領約兩萬七千名法軍，包圍了駐紮在但澤的一萬一千名俄普聯軍（由卡爾克魯什元帥指揮）。

## 但澤的重要性
但澤擁有重要的戰略地位，因此普軍嚴加防守這個擁有六萬居民的城市。由於但澤的位置是在維斯杜拉河的出海口，這直接威脅到當時的法軍左翼。雖然但澤位於普魯士王國的內部，但是當時法軍向東推進時，這座城市卻成了背後刺。此外但澤也可能成為聯軍潛在的登陸點，從而為聯軍在法軍後方打開一新的戰線。但澤是座易守難攻的城市，只能從西方進入，其他方向不是被維斯杜拉河環繞（北方），就是佈滿沼澤（東方與南方）。更甚者，但澤還擁有許多稀有資源（如：火藥、穀物、純淨蒸餾酒等等），這些都是大軍團能繼續向東作戰所需的物資。在一封1807年2月18日的信中，拿破崙寫給了勒費弗爾元帥下面一句話： 
你的榮耀在乎於能否拿下但澤：你必須去那裡。

## 戰鬥序列
二月中，拿破崙將攻佔但澤的任務交付給了勒費弗爾元帥和他的第十軍。勒費弗爾有兩位將軍協助他，一位是夏瑟盧-魯巴將軍，他負責指揮工兵部隊，另一位則是負責指揮砲兵部隊的巴斯頓·德·拉里布瓦西埃。他們都是法軍中最擅長該領域的將領。參謀長為杜洛埃將軍。第十軍下轄揚·亨利克·東布羅夫斯基率領的兩個波蘭師、一個薩克森團、一個巴登隊、兩個義大利師以及約一萬名法軍，總數為兩萬七千人和三千匹馬。普魯士指揮官卡爾克魯什將軍率領一萬一千名部隊和300門火炮駐守但澤，然而拿破崙卻稱這些部隊為「烏合之眾」（canaille）。

## 包圍
3月20日,法軍在拿破崙的命令下包圍了但澤。法軍將領許拉罕（Schramm）率領兩千人抵達維斯瓦河北岸（維斯瓦河口要塞外圍) ，占據但澤城正北方。4月2日，地面解凍的程度已可讓工兵開始挖掘第一條圍城戰壕，而第二條和第三條則分別完成於4月15日及25日。旺達姆於4月11日攻陷施維德尼茲的西里西亞要塞之後，將大量圍城砲轉給圍攻的友軍，該批圍城砲於4月21日抵達但澤。

## 嘗試解圍
3月23日，法軍正式打響戰鬥。5月10日至15日間，俄國將領卡緬斯基在英軍小型風帆戰船法爾康號及瑞軍戰列艦的護衛下，率領八千名援軍乘57艘運輸船試圖解圍。由於缺乏瑞典的船隻（可搭乘一千兩百人），卡緬斯基的救援行動被迫推遲。這讓勒費弗爾有了足夠的時間來加強他的防線，導致前來解圍的俄軍被擊退。英國的資料來源聲稱俄軍折損1,600人及46名軍官，而法國的資料來源則說俄軍傷亡3,000人。英軍平底船大膽號曾試圖運送守軍亟需的150桶火藥，但也遭法軍擊退。當大膽號行經法軍時，後者向前者猛烈砲擊，直到來自巴黎的近衛擲彈兵團俘虜了該船為止。

## 持續圍城
在聯軍幾次解圍的企圖受挫後，法軍繼續圍攻但澤。5月21日莫蒂埃元帥率軍抵達後，讓法軍有足夠兵力可以突襲哈格爾斯堡（Hagelsberg）。卡爾克魯什考量到他的部下支持不了多久後，便決定向勒費弗爾請求和平，並要求投降模式能像，當初普軍1793年在美茵茲給法軍那樣的條件。勒費弗爾在請示拿破崙之後同意了這項要求，讓守軍能體面且榮譽地離開但澤城（具體內容包括擊鼓、點燃火柴以及豎起基本的旗幟）。投降的條款之所以如此寬大，是因為拿破崙希望在夏季（也是適合戰鬥的季節）到來前結束圍城，同時他也必須盡速解決其他威脅到法軍的敵軍。

## 投降與後續發展
1807年5月24日，但澤正式投降。拿破崙隨後下令圍攻附近維斯瓦河口要塞，但卡緬斯基已率軍逃跑，導致守軍迅速投降。在整場圍城戰中，守軍損失了近乎一萬一千人，相比之下，法軍僅損失約400人。為獎賞勒費弗爾的貢獻，拿破崙於5月28日的信中封他為「但澤公爵」， 但他並未直接告知他，僅於5月29日時跟元帥們提到： 
中文翻譯：我（...）非常滿意你們的表現，而且我也已你們證明了，當你在讀巴黎的新聞你會發現這件事，那是與我對你的意見相合的。
英文原文：I am […] very satisfied with your services, and I have already given proof of this, which you will discover when you read the latest news from Paris and which will leave you in no doubt as to my opinion of you.
1807年9月9日, 拿破崙創建了一個半獨立的但澤自由市。這個自由市是透過割裂普魯士王國的領土而成的，除包含了但澤城（即今日的格但斯克）本身，還包含維斯瓦河口的鄉村地區，以及海爾半島和維斯瓦沙嘴南部的一半。1813年1月底至11月29日，俄軍圍攻駐守但澤的法軍，迫使後者於1814年1月2日從該城撤走，從而結束了法軍占領但澤的歷史。

## 外部連結
- 但澤圍城戰

54°22′00″N 18°38′00″E / 54.366667°N 18.633333°E